# Iglesia presbiteriana ortodoxa
Iglesia presbiteriana ortodoxa (OPC) es una iglesia reformada estadounidense fundada en 1929 por John Gresham Machen y el profesor John Murray conjuntamente con otros pastores y ancianos.
Eran miembros de la PC(USA), la causa de la separación fue principalmente, su desacuerdo con la teología moderna que esta estaba practicando en los años 1930.

Logo de la Iglesia Presbiteriana Ortodoxa de EEUU

La Iglesia presbiteriana ortodoxa preserva el calvinismo con una estructura presbiteriana. Su nombre quiere significar que se adhiere a su interpretación del cristianismo y no a las Iglesias del oriente, las Iglesias ortodoxas. 
Cree que la Biblia es la Palabra de Dios, y sería la única regla para la fe y conducta; la cual es la única fuente del conocimiento de Dios. Tienes sus orígenes en la Reforma Protestante del siglo XVI y su sistema doctrinal se basa en la Confesión de Westminster y sus Catecismos Mayor y Menor.
La Iglesia presbiteriana ortodoxa practica un sistema de gobierno democrático y participativo. Es gobernada por Presbíteros, (ancianos), que son elegidos por la congregación. Su forma de gobierno eclesiástico se basa en la Biblia; donde los Ancianos sabios gobernaban la iglesia de Dios de ahí que la palabra presbítero significa anciano. Los ancianos de la iglesia local en conjunto con el Pastor forman una Sesión o Consistorio para proteger el correcto estado espiritual de sus creyentes. Respecto a temas referidos a las iglesias de una zona geográfica, como pueden ser la apertura de nuevas congregaciones y ordenación de ministros, se encarga a un cuerpo de ministros y ancianos de la misma zona geográfica, al cual se les llama Presbiterio. La Asamblea General se encarga de la completa dirección de la iglesia en una zona más amplia.

## Estructura de gobierno

### Consistorio
Está conformado por Ministros ordenados y Ancianos. Todos ellos elegidos por la congregación, los cuales se encargan del trabajo cotidiano en la iglesia local. Además supervisa a los diáconos, que han sido elegidos para el ministerio de servicio de la iglesia.

### Presbiterio
Formado por los Ancianos y ministros de congregación de distintas iglesias locales.

### Sínodos
Representantes electos de cada presbiterio de una zona geográfica, que dirigen varios presbíteros.

### Asamblea General
Es la instancia más alta, se integra por una cantidad igual de laicos y ministros escogidos entre los presbíteros.

## Orígenes

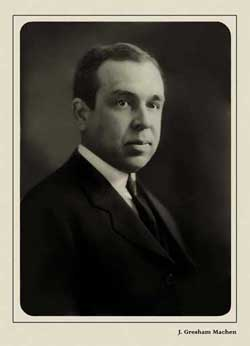
J. Gresham Machen

John Gresham Machen, fue uno de los profesores directores de tendencia conservadora del Seminario Teológico de Princeton, el cual fue hasta los principios del siglo XX uno de los bastiones de la teología presbiteriana ortodoxa. En el año 1929 este seminario se reorganizó tomando una posición liberal y contrató a profesores que fueran adherentes al modernismo y al liberalismo teológico.
Un grupo de conservadores, entre ellos John Gresham Machen objetaron estos cambios, fundando el Seminario Teológico de Westminster en el año 1929. Con el propósito de fortalecer la posición teológica y la creencia de la tradición Reformada. John Gresham Machen presentó su objeción ante la Asamblea General de PCUSA. La asamblea rechazó tomar represión contra el grupo. John Gresham Machen y varios profesores, con un grupo de estudiantes y adherentes conservadores, formaron el Departamento Independiente de Misiones Presbiteriana Foráneas
En el año 1934, la Asamblea General condenó esta acción y a John Gresham Machen con sus adherentes fueron relevados de sus posiciones y expulsados de la Iglesia. El 11 de junio del 1936, John Gresham Machen y un grupo de ministros conservadores, ancianos y laicos se reunieron en Filadelfia para fundar la Iglesia Presbiteriana de América, Presbyterian Church of America, la cual no debe confundirse con la actual Iglesia Presbiteriana en América, Presbyterian Church in America, que fue fundada más tarde. La iglesia PCUSA se querelló contra la naciente iglesia por la elección de su nombre. Pero en 1939, cambia su nombre por propia iniciativa a Iglesia presbiteriana ortodoxa, IPO, Orthodox Presbyterian Church, OPC.
John Gresham Machen y sus aliados han sido considerados como prominentes defensores la cristiandad reformada, la tradición calvinista y la estructura presbiteriana.

## Relaciones ecuménicas
La Iglesia presbiteriana ortodoxa es miembro del Consejo Presbiteriano y Reformado de Norteamérica (North American Presbyterian and Reformed Council, NAPARC) y de la Conferencia Internacional de Iglesias Reformadas (International Conference of Reformed Churches, ICRC). También mantiene una relación cordial con la Iglesia presbiteriana (Estados Unidos), Presbyterian Church in America.

## Sede
Tiene su sede principal en Estados Unidos pero cuenta con misiones en varios países americanos: 
Argentina, Brasil, Cuba, Colombia, El Salvador, México, Puerto Rico, Uruguay. La primera iglesia recibida como miembro del Presbiterio de Nueva Jersey en Puerto Rico para el 2007 fue la Iglesia Presbiteriana Reformada en San Juan. Posteriormente ingresó la Iglesia Presbiteriana Ortodoxa Jesús es la Verdad. Esta estaba pastoreada en ese entonces por el pastor Milton Villanueva, ya retirado. La misma tiene un ministerio de niños muy activo pastoreada actualmente por el pastor Roberto Quiñones.
La Iglesia Presbiteriana Reformada en San Juan es pastoreada por el Rvdo. Carlos M. Cruz Moya. La misma es una iglesia maestra con un grupo de ancianos-predicadores. Al mismo tiempo mantienen un seminario, Seminario Reformado del Caribe en el cual preparan a varios de sus líderes y sirven a otros miembros de diferentes denominaciones. Tienen un programa de radio PÚLPITO REFORMADO de difusión nacional e internacional. El Rvdo. Cruz Moya es vicepresidente de la Confraternidad latinoamericana de Iglesias Reformadas (CLIR). Al mismo tiempo trabajan en una misión en el pueblo de San Sebastián en el oeste de la isla. También hay una misión en el pueblo de Arroyo.
En Europa, hay una misión en Suecia, en la provincia de Estocolmo.